# 얀 알베르트 바사

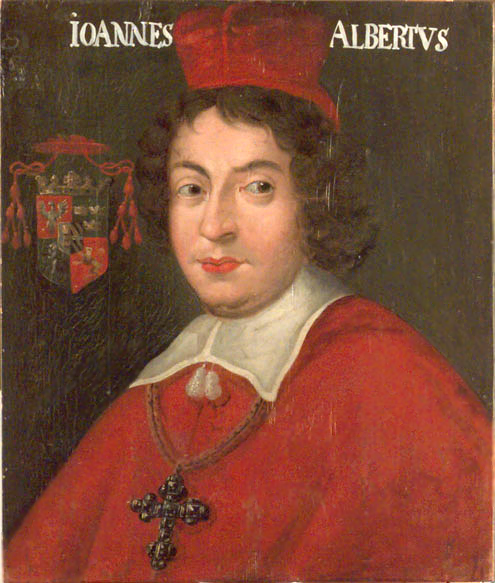
얀 알베르트 바사 추기경

얀 알베르트 바사(폴란드어: Jan Albert Waza, 1612년 6월 25일 - 1634년 12월 29일)는 폴란드 가톨릭교회의 추기경이자 바르미아와 크라쿠프의 교구장 주교이다. 스웨덴과 폴란드의 국왕 지그문트 3세 바사와 오스트리아의 콘스탄치아 대공비의 아들이다.

## 약력
얀 알베르트 바사는 폴란드-리투아니아 연방의 바르샤바에서 태어났다. 9세 때 쉬몬 루드니츠키가 선종하자 부왕에 의해 쉬몬의 뒤를 이어 바르미아의 주교로 선정되었다. 교황은 1621년 10월 21일 이를 승인하였다.
바르미아 의회의 합의 도달이 점점 어려워지고 슐라흐타(폴란드의 귀족층)의 반대까지 생겨나면서 1631년에 와서야 비로소 폴란드 의회에서 얀 알베르트의 바르미아 주교 임명에 대한 최종 승인이 떨어졌다. 정작 얀 알베르트는 자신의 교구를 방문한 적이 한 번도 없었다. 대신에 보조주교 미하우 드치알린스키와 바르샤바의 대부제 야쿱 비에르즈비피에타 보르주콥스키, 바르미아의 의전사제 파베우 피아세키 등이 얀 알베르트 주교의 이름으로 교구를 대신 이끌었다. 주교좌 성당인 얀 알베르트가 봉헌한 전례복과 황금으로 만든 성 안드레아 성상 등을 받으면서 풍족해졌다. 얀 알베르트는 예수회에서 교육을 받았다.
1632년 10월 20일 안드레체이 리프스키가 선종하면서 공석이 된 크라쿠프 교구장을 얀 알베르트가 계승하였다. 그리고 1633년 2월 27일부터 교구장으로서의 자신의 직무를 직접 수행하였다.
1632년 12월 20일 얀 알베르트는 추기경에 서임되었다. 1629년 10월 19일 교황 우르바노 8세는 얀 알베르트를 추기경에 임명한다는 문서에 서명하였으나 이를 (인펙토레로서) 비밀리에 부쳤다. 우르바노 8세는 나중에 이를 세상에 공표한 후 얀 알베르트를 산타 마리아 인 아퀴로 성당의 사제급 추기경으로 임명하였다.
얀 알베르트는 형이자 폴란드의 국왕인 브와디스와프 4세 바사의 명령에 따라 외교 업무를 수행하러 파도바에 갔다가 천연두에 걸려 1634년에 선종하였다.